# NGC 2045
NGC 2045 é uma estrela na direção da constelação de Taurus. O objeto foi descoberto pelo astrônomo John Herschel em 1832, usando um telescópio refletor com abertura de 18,6 polegadas. 